# Pterygotus
Pterygotus (від дав.-гр. πτερῠγωτός «крилатий, пернатий») — вимерлий рід гігантських ракоскорпіонів, що жили в силурійському періоді (428—372 млн років тому). Вперше скам'янілі рештки було знайдено в 1844 р.

## Опис

Розміри найбільшого (P. grandidentatus) і найменшого (P. kopaninensis) видів Pterygotus у порівнянні з людиною

Найбільший вид, P. grandidentatus, досягав довжини тіла 1,75 метра. Pterygotus був одним з найбільших відомих евриптеридів, хоча деякі його близькі родичі (такі як Acutiramus і Jaekelopterus) перевершували його за довжиною. Завдяки величезному розміру Pterygotus був, мабуть, найвдалішим хижаком свого часу: у цього ракоскорпіона були потужні клешні, якими він хапав і утримував здобич, наприклад, трилобітів або примітивних риб. Плоскі задні кінцівки, схожі на плавники, допомагали Pterygotus добре плавати.

### Розміри
До родини Pterygotidae належать найбільші з відомих членистоногих, що коли-небудь жили, причому деякі види перевищують два метри в довжину (наприклад, Jaekelopterus rhenaniae — 2,5 метра та Acutiramus bohemicus — 2,1 метра). Хоча Pterygotus не був найбільшим з птериготид, кілька видів були великими, перевищуючи 1 метр у довжину.
Найбільшим відомим видом був P. grandidentatus, найбільші відомі ізольовані фрагменти хеліцер якого сягають 1,75 м завдовжки. Естонський P. impacatus є другим за величиною відомим видом, найбільші фрагментарні рештки якого дозволяють припустити довжину в 1,65 метра. P. anglicus, типовий вид, виростав до 1,6 метра в довжину, на основі великого тергіту, винайденого Генрі Вудвордом десь між 1866 і 1878 роками. Тергіт трохи понад 40 сантиметрів в довжину і 10,5 сантиметрів в ширину дозволяє припустити, що це був евриптерид з повною довжиною 1,6 метра від початку карапакса до кінця тельсону. Якщо врахувати видовжені хеліцери (зазвичай їх не враховують), то загальна довжина перевищить 2 метри. P. carmani з девону Огайо, ймовірно, досягав довжини понад 1,5 метра. 
Види P. cobbi (1,4 метра), P. barrandei (1,26 метра) і P. denticulatus (1,2 метра) також перевищували 1 метр у довжину. До менших видів належать P. floridanus — 90 сантиметрів, P. lightbodyi — 75 сантиметрів, P. arcuatus — 60 сантиметрів, P. bolivianus — 55 сантиметрів і найменший з відомих видів, P. kopaninensis, — 50 сантиметрів у довжину.

## Палеоекологія
Мабуть, Pterygotus був дуже добре пристосований до навколишнього середовища, оскільки в силурійському періоді цей ракоскорпіон був поширений дуже широко. Скам'янілості Pterygotus знайдені на всіх континентах крім Антарктиди (хоча на цьому материку дуже важко вести розкопки через низьку температуру, так що незабаром останки Pterygotus можуть бути виявлені й там). До родини Pterygotidae крім самого Pterygotus належать ще два великих хижаки. 2-метровий акутірам (Acutiramus — «гостра палиця») плавав у морях, що покривали територію Північної Америки і Чехії наприкінці силуру — початку девону. Відомо сім видів цього ракоскорпіона. Девонський півтораметровий ереттоптер (Erettopterus — «плавних з Ерасу») відомий з США, Канади, Англії, Норвегії та Естонії. Всього відкрито 18 видів ереттоптера, один з яких — E. canadensis — мешкав в Канаді, що і випливає з назви. І акутірам і ереттоптер були схожі на Pterygotus, але були менші за розміром, ніж їх силурійський родич.
Іноді єдиними відомими викопними евриптеридами, що зустрічаються разом з Pterygotus, також є птериготидами. P. marylandicus зустрічається разом лише з Erettopterus. Сумнівний P. taurinus з Англії був знайдений у відкладеннях, які також містили рештки Erettopterus, а також різноманітних риб, таких як акантоди, телодонтоформи, а також непарноніздрьовими Hemicyclaspis і Thyestes.

## У масовій культурі
Птеригот фігурує в серіалі Прогулянки з монстрами, в якому самка птеригота ховається в засідці, зариваючись в пісок на морському дні. При цьому вона піклується про своє потомство.

## Виноски
1. 1 2  Braddy, Simon J; Poschmann, Markus; Tetlie, O. Erik (23 лютого 2008). Giant claw reveals the largest ever arthropod. Biology Letters (англ.). Т. 4, № 1. с. 106—109. doi:10.1098/rsbl.2007.0491. ISSN 1744-9561. PMC 2412931. PMID 18029297. Процитовано 27 лютого 2024.{{cite news}}:  Обслуговування CS1: Сторінки з PMC з іншим форматом (посилання)
2. 1 2 3  Lamsdell, James C.; Braddy, Simon J. (23 квітня 2010). Cope's Rule and Romer's theory: patterns of diversity and gigantism in eurypterids and Palaeozoic vertebrates. Biology Letters (англ.). Т. 6, № 2. с. 265—269. doi:10.1098/rsbl.2009.0700. ISSN 1744-9561. PMC 2865068. PMID 19828493. Процитовано 27 лютого 2024.{{cite news}}:  Обслуговування CS1: Сторінки з PMC з іншим форматом (посилання)
3. ↑  Kjellesvig-Waering, Erik N. (1964). A Synopsis of the Family Pterygotidae Clarke and Ruedemann, 1912 (Eurypterida). Journal of Paleontology. Т. 38, № 2. с. 331—361. ISSN 0022-3360. Процитовано 27 лютого 2024.
4. ↑  Kjellesvig-Waering, Erik N. (1961). Eurypterids of the Devonian Holland Quarry shale of Ohio / Erik N. Kjellesvig-Waering --. [Chicago]: Chicago Natural History Museum,. doi:10.5962/bhl.title.5248.{{cite book}}:  Обслуговування CS1: Сторінки з посиланнями на джерела із зайвою пунктуацією (посилання)
5. ↑  Eurypterids of the Keefer Sst. Mbr, Mifflintown Fmn., Hancock, Maryland: Wenlock, Maryland. paleobiodb.org. Процитовано 27 лютого 2024.
6. ↑  Eurypterid-Associated Biota of the Ledbury Formation, Ewyas Harold, England: Pridoli, United Kingdom. paleobiodb.org. Процитовано 27 лютого 2024.

| Цератопс | Це незавершена стаття з палеонтології. Ви можете допомогти проєкту, виправивши або дописавши її. |